# Teleki Gyula
Teleki Gyula, Tiegelmann (Arad, 1928. február 15. – 2017. június 14. előtt) válogatott labdarúgó, hátvéd, edző.

## Pályafutása

### Klubcsapatban
1946 és 1950 között a Debreceni VSC labdarúgója volt. 1950-ben a Vasashoz igazolt. Az angyalföldi csapattal 1955-ben magyar kupagyőztes, 1956-ban és 1957-ben Közép-európai kupagyőztes, 1958-ban BEK elődöntős volt. Az 1958–59-es idényre visszatért Debrecenben egy idény erejéig, majd abbahagyta az aktív labdarúgást.

### A válogatottban
1953 és 1956 között 3 alkalommal szerepelt a válogatottban. Háromszoros B-válogatott (1953), kétszeres Budapest válogatott (1956), kétszeres egyéb válogatott (1953–54).

### Edzőként
1959 és 1961 között a Debreceni VSC edzője volt. 1966-ban és 1967-ben két idényen át a Pécsi Dózsa, 1968-ban egy idényen át a Diósgyőri VTK trénereként tevékenykedett. 1969-ben Lengyelországba ment edzősködni, és 1970-ig a Wisla Kraków vezetőedzője volt. Utolsó edzői munkája, 1978 és 1980 között a Debreceni MVSC csapatánál volt. Összesen 139 magyar bajnoki mérkőzésen működött közre, mint edző.

## Sikerei, díjai

### Játékosként
- Magyar bajnokság
  - 3.: 1953
- Magyar kupa (MNK)
  - győztes: 1955
- Bajnokcsapatok Európa-kupája (BEK)
  - elődöntős: 1957–58
- Közép-európai kupa (KK)
  - győztes: 1956, 1957
- A Gépipar Kiváló Dolgozója (1956)[2]
- A Magyar Népköztársaság Kiváló Sportolója (1956)[3]

## Statisztika

### Mérkőzései a válogatottban
| Magyarország | Magyarország      | Magyarország           | Magyarország | Magyarország | Magyarország  | Magyarország | Magyarország | Magyarország |
| #            | Dátum             | Helyszín               | Hazai        | Eredmény     | Vendég        | Kiírás       | Gólok        | Esemény      |
| ------------ | ----------------- | ---------------------- | ------------ | ------------ | ------------- | ------------ | ------------ | ------------ |
| 1.           | 1954. február 12. | Kairó                  | Egyiptom     | 0 – 3        | Magyarország  | barátságos   | -            |              |
| 2.           | 1956. május 20.   | Budapest, Népstadion   | Magyarország | 2 – 4        | Csehszlovákia | Európa-kupa  | -            |              |
| 3.           | 1956. június 9.   | Lisszabon, Luz Stadion | Portugália   | 2 – 2        | Magyarország  | barátságos   | -            |              |
|              | Összesen          |                        |              | 3            | mérkőzés      |              | 0            | gól          |